# Veľký vrch
Veľký vrch je přírodní rezervace v katastrálním území obce Malé Kršteňany v okrese Partizánske v Trenčínském kraji na Slovensku. Území bylo vyhlášeno v roce 1967 a jeho rozloha je 47,61 hektaru. Předmětem ochrany jsou vzácná teplomilná společenstva rostlin a živočichů, některé z nich zde dosahují severní hranice svého rozšíření.